# Абботт, Александер
Александер Кревер А́бботт — американский гигиенист и бактериолог.
Член Американского философского общества (1897).
Александер Кревер Абботт посещал Балтиморский городской колледж, затем учился в Университете штата Мэриленд, где в 1884 году получил учёную степень доктора медицины. Затем в 1885 году он работал помощником Уильяма Генри Уэлча в Университете Джонса Хопкинса, затем в 1886-1889 годах учился в Германии у Макса фон Петтенкофера в Мюнхене и Роберта Коха в Берлине. Затем он служил помощником по гигиене и бактериологии до 1891 года в Университете Джонса Хопкинса, а с 1891 по 1896 год в Университете Пенсильвании в Филадельфии. В последнем вузе он был затем назначен преемником Джона Шоу Биллингса с 1896 года — до своего выхода на пенсию в 1928 году в качестве профессора гигиены и бактериологии. Во время Первой мировой войны он состоял на военной службе в качестве медицинского работника. В последние годы жил на полуострове Кейп-Код в штате Массачусетс. Умер в 1935 году в возрасте 75 лет.
Абботт написал «Принципы бактериологии» (Филадельфия, 1892, несколько изданий) и «Гигиена трансмиссивных болезней» (там же, 1899). У его жены Джорджины Ослер, племянницы канадского врача Уильяма Ослера, от него был сын Уильям Ослер Абботт (1902—1943), который также был врачом.